# Colle Capoduro
Colle Capoduro è un rilievo dei Monti Reatini che si trova nel Lazio, nella Rieti, nel comune di Cittareale.